# Proceroecia convexa
Proceroecia convexa is een mosselkreeftjessoort uit de familie van de Halocyprididae. De wetenschappelijke naam van de soort is voor het eerst geldig gepubliceerd in 1977 door Deevey.